# De Havilland DH.53 Humming Bird
El De Havilland DH.53 Humming Bird fue un avión ligero monoplano, de ala baja, monoplaza y monomotor británico que voló por primera vez en la década de 1920.

## Diseño y desarrollo
En respuesta al Concurso de Aeroplanos Ligeros (Light Aeroplane Competition) del Daily Mail de 1923, De Havilland construyó dos DH.53, que se llamaron Humming Bird y Sylvia II. El DH.53 era un monoplano monoplaza de ala baja, propulsado por un motor de motocicleta Douglas de 750 cc. En Lympne, en octubre de 1923, los DH.53 no ganaron ningún premio, pero ofrecieron un rendimiento impresionante. Después de las pruebas, el Humming Bird fue remotorizado con un motor de dos cilindros Blackburne Tomtit de 19 kW (26 hp), y el avión fue equipado con un tren de aterrizaje revisado. El Ministerio del Aire se interesó en el diseño y encargó ocho aviones con motor Tomtit en 1924 como aviones de entrenamiento y comunicaciones para la Real Fuerza Aérea.
A principios de 1924 se construyeron doce aviones en el aeródromo Stag Lane y recibieron el nombre de Humming Bird en honor al primer prototipo. Ocho aviones fueron pedidos por el Ministerio del Aire, tres fueron exportados a Australia y uno fue exportado a Avia en Praga. Posteriormente se construyó otro avión por un encargo desde Rusia.

## Servicio operacional

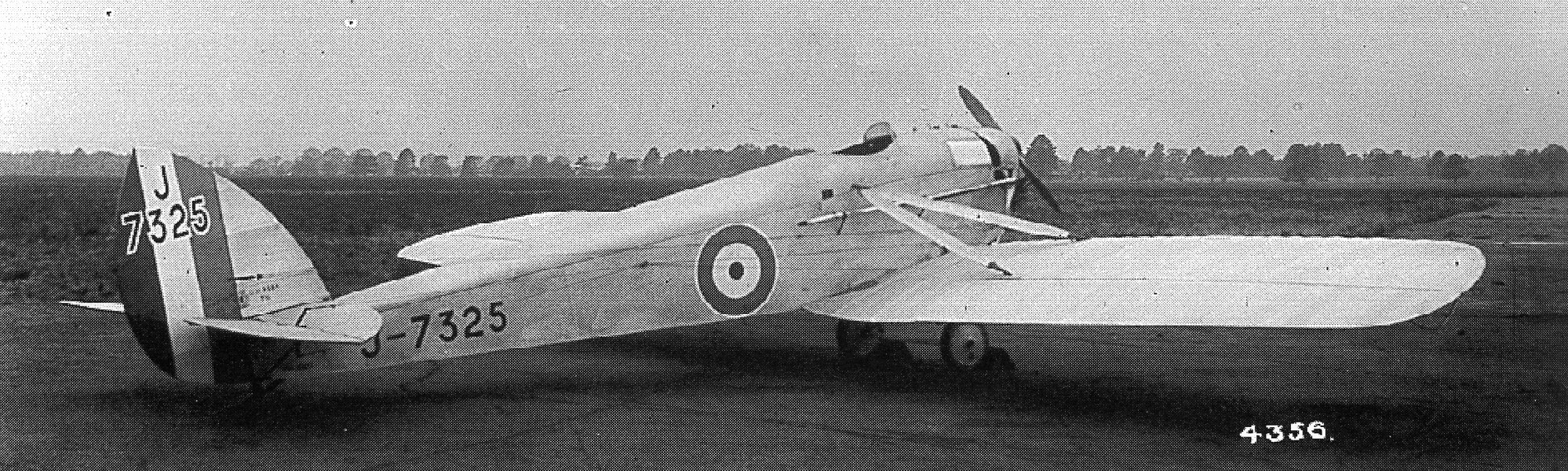
Humming Bird de la Real Fuerza Aérea.

Los primeros seis aviones de la Real Fuerza Aérea hicieron su debut público en la exhibición de 1925 en RAF Hendon, donde compitieron entre sí. Los dos últimos aviones se utilizarían más tarde para realizar pruebas de "aviones parásitos", que se lanzarían desde debajo de un dirigible: el R.33. Los aviones fueron retirados en 1927 y los ocho fueron vendidos como aviones civiles.

## Operadores
Reino Unido
- Real Fuerza Aérea

## Aeronaves en exhibición
- El prototipo G-EBHX estaba en condiciones de vuelo y en exhibición en la Colección Shuttleworth, pero se estrelló el 1 de julio de 2012, muriendo el piloto.[6][7] Desde entonces, la estructura del avión ha sido reconstruida para ponerla en condiciones de vuelo y fue devuelta a la Colección Shuttleworth en 2020 para su finalización.[8]
- El fuselaje del J7326 está en exhibición en el De Havilland Aircraft Heritage Centre.

## Especificaciones
Referencia datos: British Civil Aircraft since 1919 Vol 2,

### Características generales
- Tripulación: Uno (piloto)
- Longitud: 6 m (19,7 ft)
- Envergadura: 9,2 m (30,1 ft)
- Altura: 2,2 m (7,3 ft)
- Superficie alar: 11,6 m² (124,9 ft²)
- Perfil alar: RAF 15 (modificado)[10]
- Peso vacío: 148 kg (326,2 lb)
- Peso cargado: 256 kg (564,2 lb)
- Planta motriz: 1× motor invertido de dos cilindros en V refrigerado por aire Blackburne Tomtit.
  - Potencia: 19 kW (26 HP; 26 CV)
- Hélices: Bipala de paso fijo de madera

### Rendimiento
- Velocidad máxima operativa (Vno): 117 km/h (73 MPH; 63 kt)
- Velocidad crucero (Vc): 97 km/h (60 MPH; 52 kt)
- Alcance: 210 km (113 nmi; 130 mi)
- Techo de vuelo: 4600 m (15 092 ft)
- Régimen de ascenso: 1,1 m/s (224 ft/min)
- Carga alar: 22,1 kg/m² (4,5 lb/ft²)
- Potencia/peso: 0,076 kW/kg (0,046 hp/lb)

## Aeronaves relacionadas

### Desarrollos relacionados
- RAE Scarab

### Secuencias de designación
- Secuencia DH._ (interna de De Havilland): ← DH.50 - DH.51 - DH.52 - DH.53 - DH.54 - DH.55 - DH.56 →